# Klemens z Mierzyna
Klemens z Mierzyna (Clemens de Mirsin) herbu Jelita (zm. po 30 sierpnia 1330) – kasztelan sieradzki (1305–1316), wojewoda sieradzki (1317–1330), komisarz królewski (1322)
Poręczyciel rozejmu z Zakonem Krzyżackim zawartego w Łęczycy 07.02.1326.
Pochodził z rodu Jelitów, osiadłego w ziemi sieradzko-lęczyckiej.
Ojciec cześnika sieradzkiego Dziwisza z Mierzyna i Romiszowic (protoplasty rodu Romiszewskich herbu Jelita)  oraz Bożywoja z Gosławic, cześnika łęczyckiego i sędziego łęczyckiego. 
W literaturze niejednokrotnie mylony z Klemensem z Irządz i Żyrowy herbu Lis, który należał do politycznego obozu króla czeskiego, wrogiego księciu Władysławowi Łokietkowi.